# Regulate (álbum)
Regulate es la reedición del álbum Regular-Irregular de NCT 127, siendo la primera reedición lanzada por el grupo. El álbum fue lanzado el 23 de noviembre de 2018 junto con el video musical Simon Says. Este sería la última vez que se vería al grupo con 10 integrantes, ya que Winwin dejaría de participar en NCT 127 para enfocarse más en su carrera en WayV.

## Antecedentes y lanzamiento
El 13 de noviembre de 2018, NCT 127 anunciaría el lanzamiento de la reedición de su primer álbum Regulate con videos teasers de los miembros del grupo. El álbum y su sencillo principal "Simon Says" serían publicados el 23 de noviembre de 2018

## Promoción
El 22 de noviembre, se anunciaría que Winwin no participaría en las actividades promocionales de Regulate ya que se estaría preparando para las actividades con WayV. NCT 127 interpretaría "Simon Says" en Music Bank, Inkigayo y Show! Music Core, así como la versión coreana de "Chain" en The Show y Show Champion.

## Recibimiento
El 10 de diciembre, se anunció que "Simon Says" se había convertido en la primera canción del grupo en alcanzar el número uno en la lista de ventas de canciones digitales de Estados Unidos.

## Lista de canciones
| N.º   | Título                            | Letras                                                               | Música                                                                            | Duración |  |
| 1.    | «City 127 (지금 우리)»            | JQ (Makeumine Works), Moon Hee-yeon (Makeumine Works), Taeyong, Mark | The Stereotypes, Micah Powell, Clarence Coffee Jr., Taeyong                       | 3:19     |  |
| 2.    | «Regular»                         | Coogie (ATM Seoul)Tommy $trate, Taeyong, Mark                        | Mike Daley, Mitchell Owens, Wilbart "Vedo" McCoy III, George Kranz, Yoo Young-jin | 3:37     |  |
| 3.    | «Replay (PM 01:27)»               | Bang Hye-hyun                                                        | LDN Noise, Varren Wade                                                            | 3:39     |  |
| 4.    | «Welcome to My Playground»        | Seo Ji-eum, Ra.D, BrotherSu, Taeyong, Mark                           | Johan Gustafsson (Trinity Music), Ra.D, BrotherSu                                 | 3:59     |  |
| 5.    | «Knock On»                        | Zaya (Joombas), Kim Min-ji                                           | Gene Noble, MZMC                                                                  | 3:25     |  |
| 6.    | «No Longer (나의 모든 순간)»      | Hyun Hwang (MonoTree)                                                | Andreas Öberg, Simon Petrén, Gustav Karlström, Onestar (MonoTree), eSNa           | 4:57     |  |
| 7.    | «My Van (내 Van)»                 | Kim Dong-hyun, Taeyong, Mark                                         | Kim DOng-hyun, 250                                                                | 3:26     |  |
| 8.    | «Interlude: Regular to Irregular» | Kim Kyung-min, Hitchhiker                                            |                                                                                   | 3:10     |  |
| 9.    | «Simon Says»                      | JQ (Makeumine Works), DADA (Makeumine Works), Tommy $trate           | Anne Judith Wik, Ronny Svendsen, Jin Suk Choi, Bobii Lewis, Yoo Young-jin         | 3:25     |  |
| 10.   | «Come Back (악몽)»                | Bong Eun-young, Ryu Da-som, Taeyong, Mark                            | Mike Daley, Mitchell Owens, Deez, Michael Jiminez, Jeremy "Tay" Jasper, MZMC      | 3:25     |  |
| 11.   | «Fly Away with Me (신기루)»       | Kang Eun-jung, Hwang Yoo-bin                                         | Rory Wynne Andrew, Francesco Yates, Jenna Andrews, Dillon Pace                    | 3:32     |  |
| 12.   | «Chain (Korean Version)»          | JQ (Makeumine Works), On Gyeol, Sohlhee                              | 250, Albin Nordqvist                                                              | 3:43     |  |
| 13.   | «Regular (English version)»       | Wilbart "Vedo" McCoy III, Taeyong, Mark                              | Donald "haZEL" Sales, Double Dragon                                               | 3:39     |  |
| 14.   | «Run Back 2 U (Bonus Track)»      | Kim Min-seok, Double Dragon                                          | Donald "haZEL" Sales, Double Dragon                                               | 3:39     |  |
| 51:00 |                                   |                                                                      |                                                                                   |          |  |